# Amazonides perstriata
Amazonides perstriata là một loài bướm đêm trong họ Noctuidae.